# Lijst van nummer 1-hits in Nieuw-Zeeland in 2014
Deze hits stonden in 2014 op nummer 1 in de RIANZ Top 40, de bekendste hitlijst in Nieuw-Zeeland.
| Datum        | Artiest                       | Titel                |
| ------------ | ----------------------------- | -------------------- |
| 6 januari    | Pharrell Williams             | Happy                |
| 13 januari   | Pharrell Williams             | Happy                |
| 20 januari   | Pharrell Williams             | Happy                |
| 27 januari   | Pharrell Williams             | Happy                |
| 3 februari   | Pharrell Williams             | Happy                |
| 10 februari  | Pharrell Williams             | Happy                |
| 17 februari  | Pharrell Williams             | Happy                |
| 24 februari  | Pharrell Williams             | Happy                |
| 3 maart      | Pharrell Williams             | Happy                |
| 10 maart     | Pharrell Williams             | Happy                |
| 17 maart     | Pharrell Williams             | Happy                |
| 24 maart     | Pharrell Williams             | Happy                |
| 31 maart     | 5 Seconds of Summer           | She looks so perfect |
| 7 april      | Pharrell Williams             | Happy                |
| 14 april     | Ginny Blackmore & Stan Walker | Holding you          |
| 21 april     | Pharrell Williams             | Happy                |
| 28 april     | Pharrell Williams             | Happy                |
| 5 mei        | Ariana Grande & Iggy Azalea   | Problem              |
| 12 mei       | Iggy Azalea & Charli XCX      | Fancy                |
| 19 mei       | Sam Smith                     | Stay with me         |
| 26 mei       | Sam Smith                     | Stay with me         |
| 2 juni       | Sigma                         | Nobody to love       |
| 9 juni       | Nico & Vinz                   | Am I wrong           |
| 16 juni      | Sam Smith                     | Stay with me         |
| 23 juni      | 5 Seconds of Summer           | Don't stop           |
| 30 juni      | Nico & Vinz                   | Am I wrong           |
| 7 juli       | Sam Smith                     | Stay with me         |
| 14 juli      | Ed Sheeran                    | Sing                 |
| 21 juli      | The Madden Brothers           | We are done          |
| 28 juli      | The Madden Brothers           | We are done          |
| 4 augustus   | The Madden Brothers           | We are done          |
| 11 augustus  | George Ezra                   | Budapest             |
| 18 augustus  | Meghan Trainor                | All about that bass  |
| 25 augustus  | Meghan Trainor                | All about that bass  |
| 1 september  | Taylor Swift                  | Shake it off         |
| 8 september  | Meghan Trainor                | All about that bass  |
| 15 september | Meghan Trainor                | All about that bass  |
| 22 september | Taylor Swift                  | Shake it off         |
| 29 september | Meghan Trainor                | All about that bass  |
| 6 oktober    | Meghan Trainor                | All about that bass  |
| 13 oktober   | Ed Sheeran                    | Thinking out loud    |
| 20 oktober   | Ed Sheeran                    | Thinking out loud    |
| 27 oktober   | Ed Sheeran                    | Thinking out loud    |
| 3 november   | Ed Sheeran                    | Thinking out loud    |
| 10 november  | Six60                         | Special              |
| 17 november  | Timmy Trumpet & Savage        | Freaks               |
| 24 november  | Timmy Trumpet & Savage        | Freaks               |
| 1 december   | Timmy Trumpet & Savage        | Freaks               |
| 8 december   | Timmy Trumpet & Savage        | Freaks               |
| 15 december  | Timmy Trumpet & Savage        | Freaks               |
| 22 december  | Mark Ronson & Bruno Mars      | Uptown funk!         |
| 29 december  | Mark Ronson & Bruno Mars      | Uptown funk!         |